# The Great Romance (film)
The Great Romance er en amerikansk stumfilm fra 1919 af Henry Otto.

## Medvirkende
- Harold Lockwood som Rupert Danza
- Rubye De Remer som Althea Hanway
- Joseph Granby som Boris
- Frank Currier som Rudolph
- Helen Lindroth som Olga Marie